# Championnat du Danemark de football 1953-1954
Navigation
Saison précédente Saison suivante
La saison 1953-1954 du Championnat du Danemark de football était la 41e édition du championnat de première division au Danemark. Les 10 meilleurs clubs du pays sont regroupés au sein d'un poule unique où chaque formation rencontre tous ses adversaires deux fois, à domicile et à l'extérieur. Le club classé dernier est relégué en D2 et remplacé par le champion de la division inférieure.
Grande première dans l'histoire du championnat : pour la première fois depuis la création de l'épreuve en 1912, un club de province remporte la compétition. En effet, jusqu'à cette année, c'est toujours un club de Copenhague qui a été sacré champion du Danemark en fin de saison. C'est le Koge BK, club de l'île de Sjaelland, qui remporte le titre en terminant en tête de la poule. C'est le tout premier titre de champion du Danemark de l'histoire du club.

## Les 10 clubs participants
| - Skovshoved IF - B 93 Copenhague - BK Frem Copenhague - Boldklubben 1903 - Akademisk Boldklub | - OB Odense - KB Copenhague - Esbjerg fB - Køge BK - AGF Aarhus - Promu de D2 |

## Compétition

### Classement
Le barème utilisé pour établir le classement est le suivant :
- Victoire : 2 points
- Match nul : 1 point
- Défaite : 0 point

| Rang | Équipe             | Pts | J  | G  | N | P | Bp | Bc | Diff |
| ---- | ------------------ | --- | -- | -- | - | - | -- | -- | ---- |
| 1    | Køge BK            | 23  | 18 | 10 | 3 | 5 | 45 | 34 | +11  |
| 2    | KB Copenhague (T)  | 20  | 18 | 7  | 6 | 5 | 27 | 24 | +3   |
| 3    | Akademisk Boldklub | 19  | 18 | 8  | 3 | 7 | 30 | 22 | +8   |
| 4    | BK Frem Copenhague | 18  | 18 | 6  | 6 | 6 | 29 | 29 | 0    |
| 5    | Skovshoved IF      | 18  | 18 | 7  | 4 | 7 | 30 | 31 | -1   |
| 6    | OB Odense          | 18  | 18 | 7  | 4 | 7 | 33 | 37 | -4   |
| 7    | AGF Aarhus         | 17  | 18 | 7  | 3 | 8 | 31 | 31 | 0    |
| 8    | Boldklubben 1903   | 16  | 18 | 5  | 6 | 7 | 25 | 28 | -3   |
| 9    | Esbjerg fB         | 16  | 18 | 6  | 4 | 8 | 26 | 35 | -9   |
| 10   | B 93 Copenhague    | 15  | 18 | 5  | 5 | 8 | 27 | 32 | -5   |

|  | Champion du Danemark 1953-1954                         |
|  | Relégation en deuxième division                        |
|  | (T) : Tenant du titre (P) : Promu de deuxième division |

### Matchs
| Résultats (▼dom., ►ext.) | AB  | AGF | B93 | B1903 | Esbj | Frem | KB  | Køge | OB  | Skov |
| Akademisk Boldklub       |     | 2-0 | 0-1 | 1-2   | 3-0  | 3-3  | 0-1 | 1-2  | 1-3 | 2-1  |
| AGF Aarhus               | 0-1 |     | 4-2 | 2-2   | 1-2  | 2-0  | 0-2 | 0-2  | 3-1 | 1-1  |
| B 93 Copenhague          | 0-5 | 1-1 |     | 0-2   | 2-0  | 2-1  | 2-2 | 2-3  | 3-1 | 3-3  |
| Boldklubben 1903         | 3-2 | 1-4 | 1-1 |       | 1-1  | 0-0  | 1-3 | 0-2  | 3-1 | 1-1  |
| Esbjerg fB               | 2-2 | 0-2 | 1-4 | 2-1   |      | 2-2  | 1-0 | 2-5  | 0-2 | 4-1  |
| BK Frem Copenhague       | 2-3 | 2-1 | 2-1 | 1-4   | 1-1  |      | 3-3 | 2-0  | 1-1 | 2-3  |
| KB Copenhague            | 1-1 | 0-3 | 2-1 | 1-0   | 4-2  | 1-3  |     | 2-2  | 1-1 | 2-3  |
| Køge BK                  | 1-0 | 8-4 | 0-0 | 3-1   | 1-3  | 1-0  | 0-0 |      | 8-2 | 1-4  |
| OB Odense                | 0-2 | 3-1 | 3-2 | 1-1   | 1-3  | 1-2  | 1-0 | 7-3  |     | 1-0  |
| Skovshoved IF            | 0-1 | 1-2 | 1-0 | 2-1   | 2-0  | 0-2  | 0-2 | 4-3  | 3-3 |      |

## Bilan de la saison
| Tableau d'Honneur                   |           |
| Compétition                         | Vainqueur |
| Championnat du Danemark de football | Koge BK   |

| Promotion et relégation      |                 |
| Relégué en deuxième division | B 93 Copenhague |
| Promu en Meistersbaksserien  | B 1909 Odense   |